# Пай (река)
Пай (тайск. แม่น้ำปาย) — река на северо-западе Таиланда и на востоке Мьянмы. Длина реки — 180 км.
Истоки Пая находятся в ампхе Пай провинции Мэхонгсон. Впадает Пай в Салуин на территории бирманского штата Кая.
Берега реки покрыты труднопроходимыми джунглями. Население в основном проживает в домиках на реке (иногда в лодках-домах).
Долина реки — часть «золотого треугольника», известного изготовлением наркотических веществ.